# Мирза Якуб
Якуб Маркарянц или Мирза Якуб (ок. 1785-1829) — мирза, один из трех евнухов гарема Фетх Али-шаха. Управляющий казной шаха.

## Биография

### Возвышение
Якуб родился в городе Эривань. Происходил из армянского рода Маркаровых (Маркарянц). Обучался грамоте при армянском монастыре. В 1804 году, примкнув к каравану, отправился для продолжения учебы в Тифлис. По дороге в Грузию, возле Памбакадзора, на караван напал персидский отряд. В результате нападения большая часть людей была перебита, меньшую часть взяли в плен и увели в глубь Персии. В числе последних был и Якуб, которому на тот момент было 18–19 лет. В Тавризе его, и еще нескольких армянских пленников оскопили и отправили в шахский дворец в Тегеране, где он воспитывался под руководством своего  соотечественника, главного евнуха Ага-Якуба-Кутули. Под руководством последнего, Якуб до этого знавший только армянскую письменность, изучил также персидский и арабский языки. Другим своим соотечественником, армянским купцом из Новой Джуги, находившимся проездом в Тегеране, был обучен двойной бухгалтерии. Знание бухгалтерии и иностранных языков явилось первоначальной причиной успеха Якуба. Выполняя за максимально короткие сроки шахские указы и порученные ему расчеты, Мирза Якуб стал одним из приближенных шаха. Вскоре, вместе со своими соотечественниками, также угнанными в Персию, и впоследствии ставшими евнухами шаха, Хосров-ханом (Кайтмазянц) и Манучехр-хан (Ениколопянц) организует торговую фирму, которая в обход посредников стала снабжать шахский двор и гарем. Совместное предприятие оказалось весьма прибыльным делом для его основателей. Мирза-Якуб все заработанные деньги тратил на обучение, создание большой библиотеки, на наем репетиторов, и помощь своим близким в Эриване. Созданная организация просуществовала до 1819 года, когда каждый из ее создателей был назначен шахом на высокие должности. Мирза Якуб по велению шаха стал одновременно ревизором и главным казначеем государственной казны.

### Смерть
После заключения Туркманчайского мирного договора, одним из пунктов которого обозначалась возможность свободного переселения мирного населения в пределы России, то в результате множество армян начали переселяться в недавно завоёванные части Российской империи. Воспользоваться данной возможностью пожелал и евнух шахского гарема, который при дворе был в должности главного казначея и хранителя драгоценных камней шаха Мирза-Якуб Маркарьян. Гневу узнавшего о бегстве своего казначея шаха не было предела, ведь Мирза-Якуб мог рассказать о состоянии финансов Ирана и разгласить многие дворцовые тайны. Шах потребовал выдать беглеца, на что глава русской миссии Грибоедов ответил отказом. В Персии Якуба обвиняли в краже казны шаха и дело было передано суд. Напряженные отношения между шахом и Грибоедовым усугубились после того, как в русскую миссию пришли две армянки из гарема родственника шаха Аллахяр-хан Каджара. Укрытие Грибоедовым в русском посольстве столь значимых для шахского двора персон послужило причиной для возбуждения недовольства в персидском обществе, подогреваемой местным духовенством.
30 января 1829 года толпа тегеранцев, возглавляемая людьми Аллаяр-хана, ворвалась в русское посольство, и убило практически всех находившихся в нем, включая Мирзу-Якуба.